# 郭东明
郭东明（1959年4月30日—），男，汉族，河南温县人，中国机械制造自动化专家，教授、博士生导师。中国工程院院士，曾任大连理工大学校长。

## 生平
2002年1月任大连理工大学副校长。2011年当选中国工程院机械与运载工程学部院士。2014年2月，任大连理工大学校长。2017年10月，当选为中国共产党第十九届中央委员会候补委员。
2018年11月，当选辽宁省科学技术协会第九届委员会主席。
2023年2月，卸任大连理工大学校长职务。

## 奖项和荣誉
曾获得中华人民共和国“国家杰出青年科学基金”和“教育部跨世纪优秀人才”等基金资助。曾获颁国家技术发明一等奖。